# Barragem (militar)

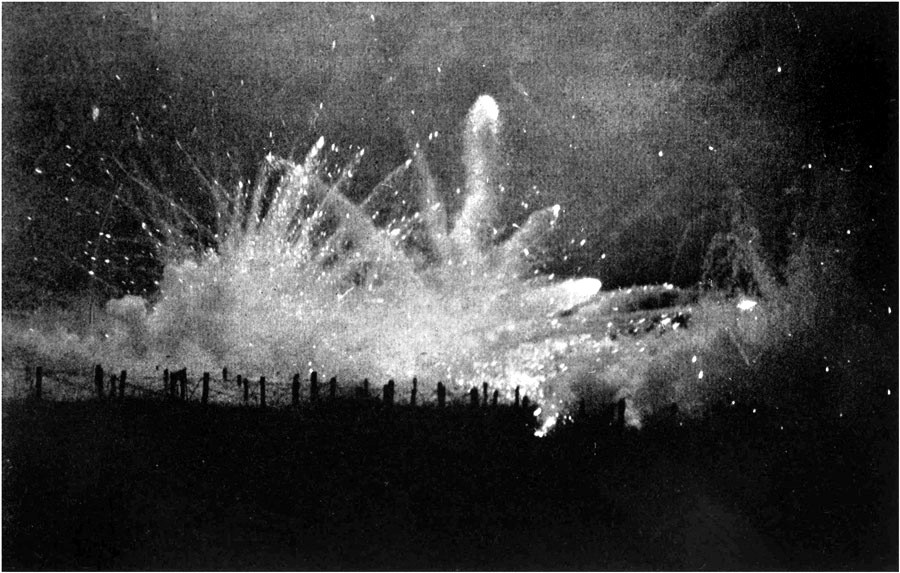
Fogo de barragem alemã a cair em trincheiras dos Aliados, em Ypres.

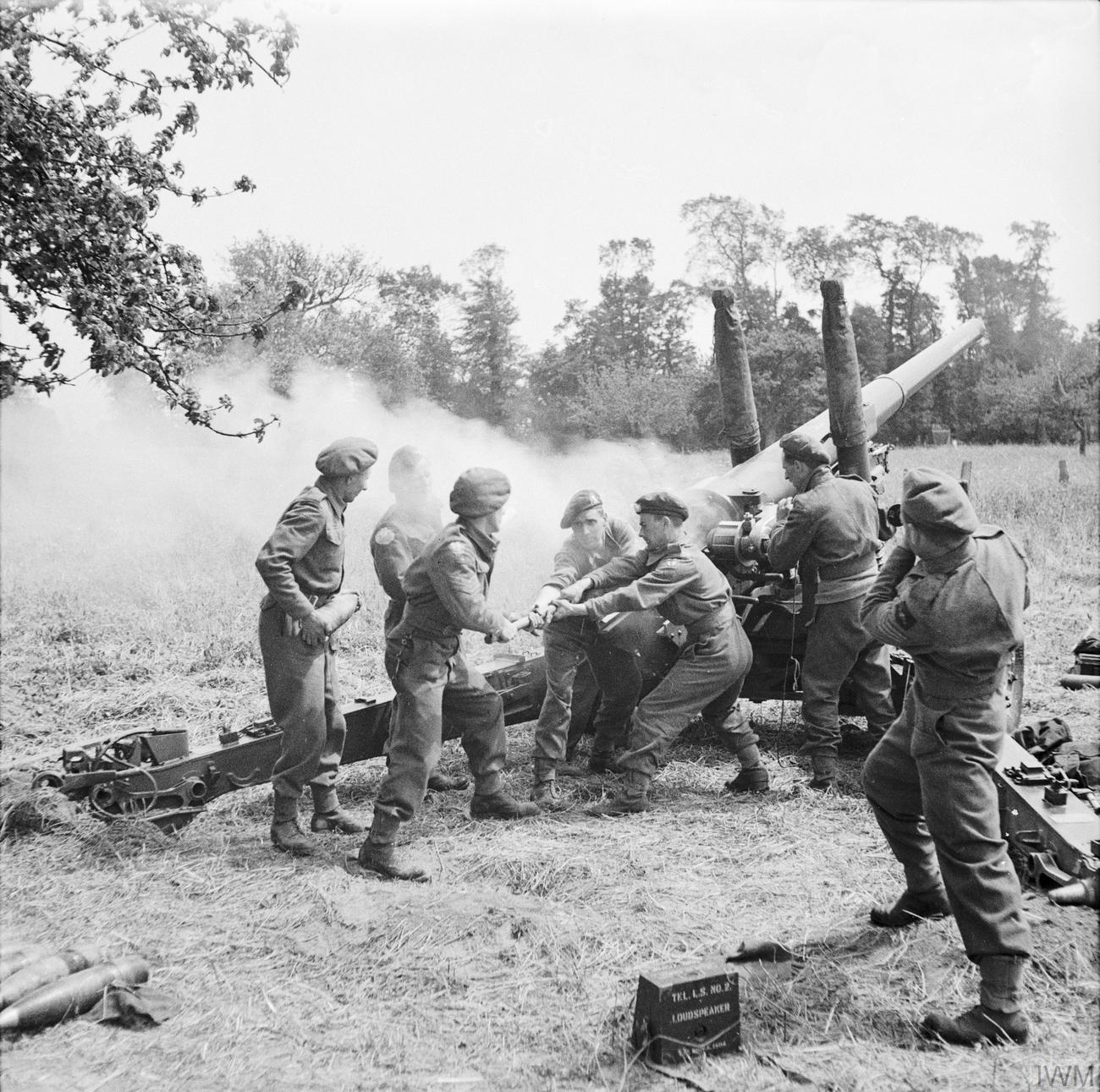
Artilharia inglesa durante a segunda guerra mundial, usada para fazer a barragem de tiros.

O termo barragem designa um método de fogo de artilharia em larga escala, de uma ou mais peças de artilharia. Estas peças são apontadas a determinados pontos - a cada 20 ou 30 jardas (18 a 27 metros) -, ao longo de uma ou mais linhas com várias centenas ou milhares de metros de comprimento. As linhas situam-se, habitualmente, a 90 metros de distância entre si, e o fogo é efectuado de uma linha para a outra. Os disparos são feitos numa cadência contínua, com projécteis explosivos ou de estilhaços. O seu objectivo principal é criar uma barreira entre o avanço da infantaria e as linhas inimigas (barragem ofensiva), ou ser utilizada para impedir ou dificultar a passagem do inimigo /barragem defensiva).
Este tipo de fogo de artilharia foi desenvolvido pelos britânicos na Segunda Guerra dos Bôeres, e utilizada com regularidade na Primeira Guerra Mundial, nomeadamente a partir de 1915, quando os britânicos se aperceberam de que os efeitos neutralizadores da artilharia para providenciar fogo de cobertura, eram a chave para furar as posições defensivas do inimigo. A sua utilização foi vista mais como um método neutralizante mais do que destruidor. Concluiu-se que uma barragem móvel, seguida pelo assalto da infantaria, podia ser mais eficaz do que semanas de bombardeamentos preliminares.